# Callisia gracilis
Callisia gracilis es una especie de plantas de la familia Commelinaceae, es nativa de América del Sur.

## Descripción
Es una planta anual o perenne de vida corta; tallos rastreros que emiten raíces en los nudos. Hojas son de 1-3.5 x 0.8-1.5 cm, angosta a anchamente ovadas, agudas, frecuentemente apiculadas, redondeadas a ligeramente cordatas en la base, firmes, ligeramente suculentas, glabras (que no tiene pelos) excepto por los márgenes ciliolados (que tiene pequeños cilios). Inflorescencias terminales y axilares; brácteas y Bractéolas de la cima muy pequeñas, escuamiformes (con forma de escama), ciliadas; pedúnculos 3-6 mm. Sépalos 2-3 mm, ovados, pelosos, frecuentemente purpúreos, por lo menos en la base; pétalos c. 4 x 3 mm, anchamente ovados, blancos; estambres 6, subiguales; filamentos c. 2.5 mm, barbados (al menos esparcidamente); conectivos de las anteras c. 1 mm de ancho, oblongos transversalmente; ovario glabro; estilo c. 2 mm; estigma capitelado. Cápsulas menos de 2 mm de diámetro, globosas; semillas c. 0.75 x 0.75 mm, anchamente subelípticas en perfil, reticulado-foveadas, gris-parduscas, el hilo alargado-puntiforme.

## Distribución y hábitat
Se encuentra de forma nativa en los siguientes países: Bolivia, Colombia, Ecuador, Panamá, Perú y Venezuela.
Habita en zonas húmedas y humedales. También se puede encontrar en matorrales y bosques.